# 图书馆杂志
《图书馆杂志》（Library Journal）是一本面向图书管理员的商业期刊。它建立于1876年，创始人为杜威十进制图书分类法的设计者麦尔威·杜威。它报道全球图书馆新闻，并重视公共图书馆，发布关于各类专业实践的杰出论文，此外它也对图书馆相关的资料和仪器进行分析。
根据《乌利希期刊指南》分析，《图书馆杂志》是图书馆学中引用率最高的期刊，超过10万次。
《图书馆杂志》的最初出版者是弗雷德里克·雷葆特，他的公司后来成为锐德商讯。在2010年，它们卖给了媒体源公司，后者拥有美国青少年图书馆协会和《号角图书杂志》。